# Der beste Mann
Der beste Mann ist ein US-amerikanisches Filmdrama, das der Regisseur Frank Capra im Jahre 1947 für die kurzlebige Filmproduktionsfirma Liberty Films nach einem Bühnenstück von Howard Lindsay und Russel Crouse inszenierte.

## Handlung
Ort der Handlung ist Washington, D.C., die Zeit die Gegenwart. Der mächtige Zeitungsverleger Sam Thorndyke, ein einflussreicher Förderer der Republikanischen Partei, ist schwer krank und beauftragt seine Tochter, die ebenso kühle wie ehrgeizige Kay, das Unternehmen in seinem Sinne weiterzuführen. Anschließend beendet er sein Leiden, indem er sich erschießt.
Kay beschließt, den Flugzeugfabrikanten Grant Matthews zum Präsidentschaftskandidaten der Republikaner aufzubauen, und macht ihren Mitarbeiter Spike McManus zum Leiter der Kampagne. Kay führt einen privaten Rachefeldzug gegen einige republikanische Politiker und will einen eigenen Präsidentschaftskandidaten ins Spiel bringen, um ihre Feinde gegeneinander auszuspielen. Sie glaubt ihren Geliebten Matthews auch in Zukunft lenken zu können, in dem sie sein Selbstbewusstsein aufbläst.
Matthews, ein bodenständiger Self-made man aus Nevada, will von einer Kandidatur zunächst freilich nichts wissen. Er hat große Vorbehalte gegen die Politik, die mit ihrer Doppelzüngigkeit das Land zerreißt. Überzeugen kann Kay ihn erst, als sie ihn auffordert, seine Kampagne zur Einigung des Landes zu nutzen.
Um Matthews’ Image reinzuwaschen und möglichen Enthüllungen über seine Affäre mit Kay vorzubeugen, wird Matthews’ Ehefrau Mary in die Kampagne einbezogen. Sie ist enttäuscht über seine eheliche Untreue, glaubt jedoch ungebrochen an seine menschliche Größe und daran, dass sie ihren Ehemann zurückgewinnen kann. Sie begleitet Matthews auf seine Werbetournee, und unter ihrem Einfluss entwickelt er ein politisches Programm, das – abweichend von den Vorgaben seines politischen Beraters Conover – seinen wahren Überzeugungen entspricht: Förderung der nationalen Produktivität, Kampf gegen Inflation, Kommunismus und ausländische Diktaturen, Entlastung der Armen und Schaffung einer gemeinsam regierten Welt, in der alle Menschen Brüder werden.
Obwohl dieses neue Programm beim Publikum auf überwältigende Resonanz stößt, überzeugt Conover Matthews schließlich davon, dass die Delegierten, von deren Votum Matthews Wahl tatsächlich abhängt, ihn damit nicht wählen werden. Um seine Kandidatur nicht zu gefährden, folgt Matthews Conovers Rat und schließt Bündnisse mit mehreren einflussreichen Persönlichkeiten, die ihm Unterstützung zusichern, aber auch zu massiven politischen Kompromissen zwingen.
Mary ist davon überzeugt, dass Matthews Umschwenken auf Kays Einfluss zurückgeht und stellt ihre Rivalin zur Rede:

“And you, Kay Thorndyke. You and your mad ambition. Catering to his conceit, dealing and double-dealing. You were going to make a big man of him, weren’t you, Kay? You couldn’t see that he was a big man. But you killed him. That won’t be Grant Matthews those people hear tonight. It'll be a shadow, a ghost, a stooge mouthing words that aren’t yours, thoughts that aren’t your own thoughts. You’ve killed Grant Matthews, and he’s a party to his own murder. Well, I won’t be. He wanted a cause, you’ve got one. Cause of lies, fear, and corruption.”

„Und du, Kay Thorndyke. Du und dein irrsinniger Ehrgeiz. Du nährst seinen Selbstbetrug, handelst und betrügst. Du wolltest einen großen Mann aus ihm machen, nicht wahr, Kay? Du hast nicht gesehen, dass er bereits ein großer Mann war. Aber du hast ihn getötet. Das ist nicht Grant Matthews, den die Menschen heute Abend hören werden. Das wird ein Schatten sein, ein Gespenst, ein Handlanger, (zu Matthews gewandt:) der Worte ausspricht, die nicht deine eigenen sind, Gedanken, die nicht deine sind. Ihr habt Grant Matthews getötet, und er ist Teilnehmer an seiner eigenen Ermordung. Nun, ich werde daran kein Teilnehmer sein. Er wollte ein Anliegen – da habt ihr eines. Eine Sache der Lügen, der Angst und der Korruption.“

Während einer darauf folgenden Fernsehansprache, die live aus ihrem Haus übertragen wird, gibt sie Matthews dennoch erneut ihre öffentliche Unterstützung. Der hat sich inzwischen jedoch besonnen und nutzt den Fernsehauftritt nicht nur, um die Maschinerie, die hinter seiner Kandidatur steht, öffentlich zu demaskieren, sondern auch, um sich selbst anzuklagen. Er tritt von der Präsidentschaftskandidatur zurück, kündigt allerdings an, weiterhin politisch tätig zu sein, um dort für Ehrlichkeit zu sorgen. Der Versöhnung mit Mary steht nichts mehr im Wege.

## Produktion
Das Drehbuch des Films Der beste Mann basiert auf dem Schauspiel State of the Union, einer politischen Satire, die 1945–1947 sehr erfolgreich am Broadway herausgebracht wurde. Die Hauptrollen in der Bühnenfassung spielten Ralph Bellamy, Ruth Hussey und Margalo Gillmore.
Der beste Mann war der zweite und letzte Film der kleinen, von Frank Capra mitbegründeten Produktionsfirma Liberty Pictures, die 1946 Capras Ist das Leben nicht schön? hervorgebracht hatte. Weil Spencer Tracy die Hauptrolle spielen wollte, einigte sein Chef Louis B. Mayer sich mit Capra und erklärte sich bereit, den Film zu finanzieren und die Distribution zu übernehmen. Claudette Colbert sollte die Rolle der Mary spielen, geriet mit Capra jedoch in Streit und wurde unmittelbar vor Drehbeginn durch Katharine Hepburn ersetzt. Die Dreharbeiten, die auf dem Filmgelände von MGM durchgeführt wurden, begannen am 29. September 1947 und endeten am 6. Dezember 1947. MGM stellte auch die übrigen Darsteller: Van Johnson, Angela Lansbury, Adolphe Menjou und Lewis Stone.
Adolphe Menjou war in dieser Zeit ein militanter, politisch weit rechts stehender Befürworter der Aktionen des Komitees für unamerikanische Umtriebe, der dieser Einrichtung sehr bereitwillig Klatsch und Gerüchte über seine Filmkollegen zutrug. Obwohl dadurch Konflikte (vor allem mit der sehr liberalen Katharine Hepburn) eigentlich absehbar waren, verhielten alle Beteiligten sich während der Dreharbeiten äußerst professionell, sodass offene Reibungen nicht entstanden.
Den größten Erfolg hatten Tracy/Hepburn in den 1940er Jahren mit Komödien (Die Frau, von der man spricht, 1942; Zu klug für die Liebe, 1945; Ehekrieg, 1949). Ihre ernsten Filme sind weniger bekannt. Nach Die ganze Wahrheit (1942) und Endlos ist die Prärie (1945) war Der beste Mann der dritte ernste Film mit Tracy und Hepburn. Dennoch enthält der Der beste Mann vereinzelte Elemente einer Screwball-Comedy, die für die Tracy/Hepburn-Filme so typisch sind.
Der beste Mann wurde am 22. April 1948 in New York uraufgeführt. Der Film, dessen Produktion ca. 2.600.000 Dollar gekostet hatte, spielte in den USA 3.500.000 Dollar ein. Im deutschen Fernsehen lief der Film erstmals am 13. Dezember 1977 unter dem Titel Zur Lage der Nation.

## Synchronisation
Synchronisation laut Deutsche Synchronkartei.
| Rolle               | Darsteller        | Synchronsprecher    |
| ------------------- | ----------------- | ------------------- |
| Grant Matthews      | Spencer Tracy     | Fred Maire          |
| Mary Matthews       | Katharine Hepburn | Christa Berndl      |
| Kay Thorndyke       | Angela Lansbury   | Heidi Treutler      |
| Jim Conover         | Adolphe Menjou    | Holger Hagen        |
| Spike McManus       | Van Johnson       | Ivar Combrinck      |
| Sam Thorndyke       | Lewis Stone       | Paul Friedrichs     |
| Sam I. Parrish      | Howard Smith      | Wolfgang Hess       |
| Bill Nolard Hardy   | Charles Dingle    | Horst Naumann       |
| Richter Alexander   | Raymond Walburn   | Manfred Lichtenfeld |
| Lulubelle Alexander | Maidel Turner     | Maria Landrock      |
| Norah               | Margaret Hamilton | Monika John         |
| Senator Lauterback  | Pierre Watkin     | Paul Bürks          |
| Grace Orval Draper  | Florence Auer     | Ingeborg Lapsien    |
| Buck Swanson        | Irving Bacon      | Bruno W. Pantel     |
| Blink Moran         | Charles Lane      | Leon Rainer         |

## Kritik
„In Einzelheiten treffend, insgesamt aber nur mittelmäßig inszeniert; in der Darstellung dagegen ausgezeichnet.“